# Carex karisimbiensis
Carex karisimbiensis là một loài thực vật có hoa trong họ Cói. Loài này được Cherm. mô tả khoa học đầu tiên năm 1935.